# Selma Lohse
Selma Lohse, geborene Rösel (* 17. Februar 1883 in Görlitz; † 4. Februar 1937 in Würzburg) war eine deutsche Politikerin (SPD).

## Leben
Lohse, eine Hausfrau aus Würzburg, gehörte von 1931 bis 1932 dem Berliner Reichstag an. Als Abgeordnete der Sozialdemokratischen Partei Deutschlands (SPD) vertrat sie dort den Wahlkreis "Franken". Lohse kam zu ihrem Reichstagsmandat im Nachrückverfahren nach dem Tod des ursprünglichen SPD-Abgeordneten für den Wahlkreis Franken und ehemaligen Reichskanzler Hermann Müller im März 1931. Zuvor hatte Lohse dem Würzburger Stadtrat angehört.